# كونكورد (كنتاكي)
كونكورد (بالإنجليزية: Concord, Kentucky)‏ هي مدينة تقع في مقاطعة لويس، كنتاكي بولاية كنتاكي في وسط جنوب شرق الولايات المتحدة. تبلغ مساحة هذه المدينة 0.2 (كم²)، وترتفع عن سطح البحر 165 م، بلغ عدد سكانها 28 نسمة في عام 2000 حسب إحصاء مكتب تعداد الولايات المتحدة وتصل الكثافة السكانية فيها 184.7 نسمة/كم2.

## وصلات خارجية
- The US50 - Cities and Towns in Kentucky State